# Mariano Deidda
Mariano Deidda (Iglesias, 19 giugno 1961) è un cantante, musicista e cantautore italiano.
È stato più volte definito dalla stampa «cantapoeta», per aver dedicato la maggior parte dei suoi dischi a musicare poesie e testi di importanti scrittori, tra i quali, in particolare, Fernando Pessoa. Al poeta portoghese, Deidda ha dedicato diversi dischi e, per via di questa scelta, si è esibito più volte in Portogallo. La sua peculiare e sistematica proposta artistica, che unisce letteratura, jazz e musica d'autore, è stata presentata e/o premiata nel contesto di importanti eventi di musica d'autore e di letteratura, come il Premio Tenco e Musicultura, tra gli altri.

## Biografia

### Gli anni novanta

#### Deidda cantautore
L'esordio discografico di Mariano Deidda, come cantautore, data 1992, con l'EP Quattro canzoni per ricominciare.
Nel 1997, con Vince Tempera nelle vesti di produttore, esce per Sony Music l'album L'era dei replicanti, ritenuto dalla stampa specializzata disco rivelazione dell'anno. Nello stesso anno Deidda rappresenta la canzone d'autore italiana all'Expo 1998 di Lisbona.

### Gli anni duemila

#### Il trittico su Fernando Pessoa
Nel 2000 decide di mettere in musica le parole dello scrittore portoghese Fernando Pessoa nella traduzione di Antonio Tabucchi con Deidda interpreta Pessoa (2001), album realizzato e distribuito dalla Lusogram di Lisbona, città dove si esibisce nello stesso anno alla Feira do Livro (Fiera del Libro di Lisbona). Nell'album, vi è una collaborazione della cantante capoverdiana Celina Pereira, nel brano Misteriosa orchestra.
Sempre nel 2000 Mariano Deidda registra un lavoro di musica d'autore con i versi dello psicologo Giuseppe Donatiello, che ne diventa anche il produttore esecutivo. Questo disco, dal titolo provvisorio La mia compagna psiche, non fu tuttavia pubblicato, rimanendo così inedito.
Continua ad esibirsi in vari festival letterari e culturali, come, nel 2001, il Festival della Letteratura di Mantova.
Nel 2003, con la produzione di Vince Tempera e la direzione artistica di Maurizio Martellini, Deidda pubblica il secondo lavoro dedicato agli scritti di Pessoa, al quale prendono parte musicisti di fama internazionale come Enrico Rava, Gianni Coscia e Stefano Bagnoli, creando una suggestiva atmosfera che unisce jazz e musica da camera. Il brano Nel mio spazio interiore, interamente scritto da Deidda, dà il titolo all'intero album. In quello stesso anno si esibisce al Premio Tenco e nell'anno successivo, al Premio Recanati.
Nel 2004 a Mariano Deidda viene assegnato il Premio IMAIE per l'album Nel mio spazio interiore, come miglior disco dell'anno.
Nel 2005 il progetto su Pessoa prosegue con l'album L'incapacità di pensare, in cui Deidda si avvale della collaborazione di Miroslav Vitous, contrabbassista dei Weather Report, le cui ritmiche caratterizzano le trame sonore di questo lavoro, il quale contiene anche due brani i cui testi sono scritti da Deidda: Un libro per te e Ho visto i caprioli sulla collina.
Il 2005 vede anche l'uscita di un cofanetto contenente i primi tre album che Deidda ha dedicato allo scrittore portoghese, giudicato come uno tra gli otto migliori lavori musicali dell'anno dal quotidiano La Stampa. Sempre nel 2005, Deidda si esibisce al Salone Internazionale del Libro di Torino.
Nel 2006 Deidda è impegnato in un tour nei più importanti teatri d'Europa e si esibisce al Premio Grinzane Cavour.
In Libano a Beirut rappresenta l'Italia a Le Festival du Poeme Chanté organizzato dall'UNESCO, evento durante il quale alcuni versi di Fernando Pessoa vengono tradotti in lingua araba.

#### Il disco su Grazia Deledda
Nel 2007 Deidda questa volta affronta la scrittrice sarda Grazia Deledda, Premio Nobel per la Letteratura, con l'album Mariano Deidda canta Grazia Deledda - Rosso Rembrandt, un lavoro raffinato, prodotto dalla Promo Music con il contributo dell'ISRE (Istituto Superiore Regionale Etnografico della Sardegna), a cui hanno collaborato ancora una volta musicisti importanti del panorama jazz internazionale, su tutti il trombettista Kenny Wheeler e Sasha Karlic all'oud.
Nel 2008 si esibisce, a Macerata, al Musicultura.
Nel 2009 a Deidda viene assegnato il Premio Isola Poesia dalla città di Catania per l'impegno dedicato alla trasformazione in musica dei versi di grandi poeti.

### Gli anni duemiladieci
Nell'anno 2010 Deidda viene premiato a Lisbona dalla Casa Fernando Pessoa, il centro culturale ufficiale dedicato a Pessoa, con la medaglia Ordem do Desassossego, dedicata a  «personalità che abbiano particolarmente contribuito alla divulgazione dell'opera di Pessoa». Tale riconoscimento è stato attribuito, nel corso degli anni, anche a importanti artisti e intellettuali internazionali, tra i quali la cantautrice brasiliana Maria Bethania e il filosofo portoghese Eduardo Lourenço.

#### Il disco su Cesare Pavese
Nel 2011 esce per Electromantic Music l'album Deidda canta Pavese - Un paese ci vuole, in cui il musicista sardo coniuga raffinate e ricercate atmosfere jazzistiche, dense di “impressionismo”, con il marcato colore della musica popolare, per accentuare con grazia e passione l'intensa emozione dei versi dello scrittore piemontese Cesare Pavese. Il lavoro vede la partecipazione del grande clarinettista italiano Gianluigi Trovesi.
Nel 2012 esce il libro Da Pessoa a Pavese: così lontani, così vicini (Torino, Electromantic Music), che si compone di riflessioni di Deidda in tre piccole storie che formano un diario arricchito da fotografie, per raccontare il viaggio artistico e umano del musicista sardo tra le parole e le storie dei grandi scrittori da lui interpretati. Il libro, che viene venduto assieme al CD Deidda canta Pavese - Un paese ci vuole, contiene, inoltre, testi di Franco Vaccaneo e Salvatore Farina. Sempre nel 2012, Deidda si esibisce alla Fiera del Libro di Bucarest e al Premio Tommasi di Lampedusa.

#### Il ritorno a Pessoa
Nel 2013 Mariano Deidda ritorna al suo primo grande amore, Fernando Pessoa, con un album dedicato all'unico libro di poesie in portoghese che Pessoa pubblicò in vita, Mensagem (Messaggio, 1934). Il disco s'intitola Mariano Deidda canta Pessoa - Mensagem, esce per Zanetti Records/Self e vede la collaborazione della cantante portoghese di Fado, Mafalda Arnauth, nel brano Mare Portoghese. Nello stesso anno, si esibisce al Congresso Internazionale Fernando Pessoa, organizzato dalla Casa Fernando Pessoa, a Lisbona.
Nell'anno 2015, a Mariano Deidda viene assegnato il Premio Maria Carta, come «uno dei più raffinati interpreti della canzone d’autore italiana».
Nel 2016 viene pubblicata una nuova edizione dell'album Mariano Deidda canta Pessoa - Mensagem, dalla casa discografica portoghese Valentim de Carvalho.
Sempre nel 2016 esce l'album Pessoa sulla strada del Jazz, pubblicato da Valentim de Carvalho.
Nel 2017 riceve ad Agrigento il Premio Strada degli Scrittori in occasione delle celebrazioni per i 150 anni dalla nascita di Luigi Pirandello.
Nello stesso anno, Mariano Deidda diventa uno dei personaggi del romanzo A Viagem à Sicília de Alberto Caeiro (Il viaggio in Sicilia di Alberto Caeiro) di Accursio Soldano, il quale, nel libro, racconta un immaginario transito per l'isola italiana da parte di Alberto Caeiro, uno degli eteronimi di Fernando Pessoa.

### Gli anni duemilaventi
Nel 2020, viene realizzata una special edition del disco Deidda canta Pavese, contenente tre live bonus track. Il CD viene inoltre allegato alla pubblicazione del libro Cesare Pavese. Vita, colline, libri, di Franco Vaccaneo (edizioni Priuli & Verlucca).
Sempre nel 2020, viene ripubblicato in Portogallo il disco Deidda canta Deledda, in occasione della traduzione portoghese del romanzo Cenere della scrittrice sarda.

#### IlFaustdi Pessoa
Nel 2022, esce, ancora per la casa discografica portoghese Valentim de Carvalho, il disco Faust - Fernando Pessoa, che mette in musica i testi dell'opera inconclusa e frammentaria Fausto (Faust, nella traduzione italiana), di Pessoa. Il disco, dalle sonorità jazz, vede la partecipazione del fadista portoghese Camané e del coro del Teatro Nacional de São Carlos di Lisbona. In questo disco, come in altri dedicati a Pessoa, Deidda si avvale della preziosa collaborazione del pianista jazz, compositore e arrangiatore Nino La Piana.

#### Deidda "incontra" Pirandello
Nel 2025 viene pubblicato il disco Mariano Deidda canta Pirandello - Girgenti per la casa discografica VREC Music Label. Questo lavoro unisce cantautorato, tessiture jazz e blues, sulle quali Deidda canta passaggi di opere di Luigi Pirandello, fra le quali Il fu Mattia Pascal, Novelle per Un Anno e I Giganti della Montagna.
Oltre alle parole dello scrittore Premio Nobel siciliano, Deidda canta alcuni testi propri, in canzoni ispirate alla figura di sua moglie Maria Teresa Bonafede, scomparsa nel 2022, alla quale questo disco è dedicato. Anche la foto di copertina e il tributo alla cultura siciliana, reso ancor più palese dal titolo Girgenti, rendono omaggio a Maria Teresa Bonafede, la quale aveva origini saccensi e, prima di morire, aveva concepito il progetto di questo disco assieme al marito. 
Il disco è stato presentato al pubblico sul prestigioso palco del Centro Cultural de Belém, a Lisbona, il 2 aprile 2025. Il disco, prodotto da Laurent Filipe, vede la collaborazione di diversi musicisti internazionali, fra cui uno storico collaboratore di Deidda, il pianista, compositore e arrangiatore Nino La Piana.

## Stile e influenze
La proposta musicale di Mariano Deidda fonde musica d'autore, jazz e musica da camera, con una predilezione per arrangiamenti semplici, realizzati con soli strumenti acustici. Il cantato è spesso vicino a toni recitativi, talvolta rochi e sussurrati.
Nei testi, dal 2000 preferisce usare le parole di grandi poeti, anche se, talvolta, inserisce nei suoi album brani interamente scritti da lui. Le poesie di Pessoa, alle quali Deidda ha dedicato diversi album, sono da questi cantate nelle traduzioni italiane, con una preferenza per quelle di Antonio Tabucchi.
Nei concerti, è di solito accompagnato da un quintetto acustico che comprende pianoforte, clarinetto/sassofono, contrabbasso, fisarmonica e violoncello.
Amante della grande letteratura, in campo musicale Deidda è un estimatore di Léo Ferré e del cantautore inglese Nick Drake.

## Curiosità e vita privata
- La moglie di Mariano Deidda, l'autrice Maria Teresa Bonafede, ha condiviso per decenni la passione per Pessoa e il cammino artistico con Deidda, avendo inoltre partecipato all'edizione italiana del libro di Pessoa Lisbona: quel che il turista deve vedere (Einaudi, 2016), col saggio intitolato «Lisbona oggi»[25]. Deceduta nel 2022, la donna è la dichiarata musa ispiratrice di Deidda, in particolare in diversi brani del disco Mariano Deidda canta Pirandello - Girgenti (2025)[20], a lei dedicato.
- Il 19 giugno 2015, data del compleanno di Deidda, nella città di Chivasso, in provincia di Torino, è stato inaugurato un giardino intitolato a Fernando Pessoa[26], su proposta di Mariano Deidda.[27]
- Sebbene risieda da decenni nella zona di Torino, Mariano Deidda sente un profondo vincolo di appartenenza alla Sardegna e ha più volte dichiarato, al riguardo, di sentirsi «un sardo in viaggio», dunque di non essersene propriamente «mai andato» dall'isola.[28][29]

## Discografia
- 1992 - Quattro canzoni per ricominciare (Marvel)
- 1998 - L'era dei replicanti (Zelda/Warner/Sony Music)
- 2001 - Deidda interpreta Pessoa (Lusogram/Sette Ottavi/Warner)
- 2003 - Deidda interpreta Pessoa - Nel mio spazio interiore (Sette Ottavi/Warner)
- 2005 - Mariano Deidda interpreta Pessoa - L'incapacità di pensare (Sette Ottavi/Warner)
- 2007 - Mariano Deidda canta Grazia Deledda - Rosso Rembrandt (Promo Music/Egea)
- 2011 - Deidda canta Pavese - Un paese ci vuole (Electromantic Music)
- 2013 - Mariano Deidda canta Pessoa - Mensagem (Zanetti Records/Self)
- 2016 - Mariano Deidda canta Pessoa - Mensagem - Edizione portoghese (Valentim de Carvalho)
- 2016 - Pessoa sulla strada del jazz (Valentim de Carvalho)
- 2020 - Deidda canta Deledda - Edizione portoghese (Valentim de Carvalho)
- 2020 - Deidda canta Pavese - Special edition (Machiavelli)
- 2022 - Faust - Fernando Pessoa (Valentim de Carvalho)
- 2025 - Mariano Deidda canta Pirandello - Girgenti (VREC Music Label)

## Libri
- 2012 - Da Pessoa a Pavese: così lontani, così vicini

## Premi e riconoscimenti
- 2004 - Premio I.M.A.I.E. (Roma)
- 2009 - Premio Isola Poesia (Catania)
- 2010 - Medaglia Ordem do Desassossego (Casa Fernando Pessoa, Lisbona)
- 2015 - Premio Maria Carta (Milano)
- 2017 - Premio Strada degli Scrittori (Agrigento)